# ليا ديوتش
ليا ديوتش (بالكرواتية: Lea Deutsch)‏ هي ممثلة كرواتية، ولدت في 18 مارس 1927 في زغرب في كرواتيا، وتوفيت في 1 مايو 1943 في معسكر أوشفيتز بيركينو في بولندا.